# Ula (Ula) cincta
Ula (Ula) cincta is een tweevleugelige uit de familie Pediciidae. De soort komt voor in het Palearctisch gebied.